# Jordan De Luxe
Pour les articles homonymes, voir Guisnel.
Jordan De Luxe, de son vrai nom Jordan Guisnel, est un animateur de télévision et de radio français, né le 20 octobre 1989 à Rennes. Il est chroniqueur radio sur divers programmes de la station Voltage à partir de 2013 avant d'animer sa propre émission. 
En 2019, Jordan De Luxe est chroniqueur pendant plusieurs mois, de l'émission Touche pas à mon poste ! sur C8.
De septembre 2022 à février 2025, il anime sur la même chaîne sa propre émission de télévision Chez Jordan renommée Chez Jordan De Luxe[style à revoir].

## Famille et études
Jordan De Luxe naît le 20 octobre 1989 à Rennes. Ses parents sont fonctionnaires. Il grandit à Romillé en Bretagne.
En 2005, Jordan poursuit ses études au sein d'un établissement catholique à Rennes[Lequel ?]. Il y connaît une adolescence difficile, victime d'homophobie et souvent harcelé par ses camarades de classe,.

## Carrière

### Les débuts
Jordan De Luxe entame sa carrière dans les médias en 2011, alors âgé de 22 ans. Il assiste à l’émission de radio C'est quoi ce bordel ? présentée par Laurent Baffie sur Europe 1. Il y rencontre Geneviève de Fontenay, l'ancienne présidente du comité Miss France qui lui propose d’être sa marraine de télévision,. Dans son livre autobiographique, il révèle que lors de son passage à Paris, il aurait été agressé sexuellement après avoir été drogué par un acteur.
En 2011, il quitte la Bretagne et s’installe à Paris pour intégrer le Studio école de France, l'école de télé fondée par Pascal Bataille et Laurent Fontaine. Il effectue ses stages au sein de la chaine NRJ 12 et intègre l'équipe de l'émission 12 infos de Cyprien avec Cyprien Iov et Maxime Musqua.

### À la radio
En 2013, Jordan de Luxe intègre la radio Voltage et fait partie des animateurs de la matinale de la station jusqu'en 2016. Il y effectue des canulars téléphoniques.
En 2017, l'émission change de nom (Tout peut arriver) et est diffusée du lundi au jeudi, de 21 h à 23 h. Il y interviewe des personnalités telles que Jean-Pierre Castaldi, Chantal Goya ou Stomy Bugsy. En 2018, l'émission s'appelle le Show De Luxe, entre 21 h et minuit. Cette fois encore, il recueille les confidences de célébrités.

### À la télévision
En septembre 2019, il devient chroniqueur dans Touche pas à mon poste !, sur C8,, de façon « éphémère ». Il réintègre l’équipe des chroniqueurs en mars 2025 sur Zoubida TV. 
La même année, il collabore à la chaîne Non Stop People durant plusieurs mois, l'antenne étant définitivement close en novembre 2021. En septembre 2022, l'animateur obtient sa propre émission de télévision, Chez Jordan (renommée Chez Jordan De Luxe), diffusée du lundi au vendredi, de 9 h à 10 h, sur C8, dans laquelle il reçoit des personnalités pour un entretien d'une cinquantaine de minutes,.

### Ouvrage
- Jordan de Luxe, À quoi tu sers ? confidences sans détour, Leduc, 2024, 301 p. (ISBN 979-10-285-3093-8) (autobiographie)[15]